# Chaerilus pakistanus
Espèce
Chaerilus pakistanus est une espèce de scorpions de la famille des Chaerilidae.

## Distribution
Cette espèce est endémique de la province de Khyber Pakhtunkhwa au Pakistan. Elle se rencontre vers Jabori.

## Description
La femelle subadulte holotype mesure 24,79 mm.

## Systématique et taxinomie
Cette espèce a été décrite par Ythier et Lourenço en 2025.

## Étymologie
Son nom d'espèce lui a été donné en référence au lieu de sa découverte, le Pakistan.

## Publication originale
- Ythier & Lourenço, 2025 : « A new species of Chaerilus Simon, 1877 from Pakistan (Scorpiones: Chaerilidae). » Faunitaxys, vol. 13, no 27, p. 1-6.